# Santa Rita de Ouro Preto
Santa Rita de Ouro Preto é um distrito do município brasileiro de Ouro Preto, no interior do estado de Minas Gerais. Segundo o censo demográfico de 2022, realizado pelo Instituto Brasileiro de Geografia e Estatística (IBGE), sua população era de 3 511 habitantes e havia 1 206 domicílios particulares permanentes ocupados. Possui área de 186,11 km² conforme a Fundação João Pinheiro (FJP). Foi criado pelo decreto-lei estadual nº 148 de 17 de dezembro de 1938.
Localiza-se a 30 km do distrito-sede do município. 

## História

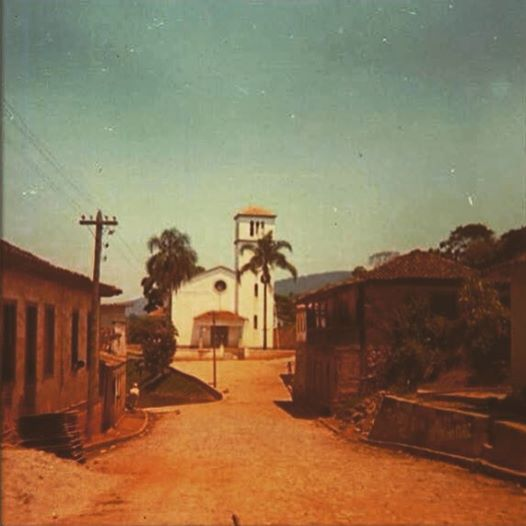
Santa Rita de Ouro Preto em 1960

Os primeiros colonizadores da região chegaram no começo do século XVIII, na bandeira de Martinho de Vasconcelos. O sertanista procurava ouro às margens do Ribeirão Falcão. Se a região demonstrou ser rica em esteatita (pedra-sabão) o mesmo não se deu com o ouro. Justamente por isso a sua povoação não foi tão intensa, especialmente comparado a regiões vizinhas.
Sabe-se que foi erguida na região uma pequena capela, dedicada a Santa Rita de Cássia. Era uma construção primitiva, com frontão triangular e telhado simples de duas águas, embora possuísse uma portada em pedra-sabão e capela-mor com altar artisticamente decorado. Essa capela, todavia, foi derrubada em 1964, e em seu lugar foi construída uma ampla igreja modernista.
Embora já houvesse uma pequena povoação na região, esta se desenvolveu, expressivamente, somente no século XIX, com o movimento dos tropeiros. Essas rotas comerciais enriqueceram os fazendeiros e comerciantes da região.
O povoado só tornou-se distrito em 17 de dezembro de 1938, pelo decreto-lei nº 148. Passando a ser denominado, oficialmente, como Santa Rita de Ouro Preto.
Na década de 1940 ocorreu um grande processo de urbanização do seu centro, com diversas indústrias químicas, metalúrgicas e produtores de panela de pedra sabão indo para a região.
No que tange à escolha do nome do distrito, ela se deu devido à devoção à Santa Rita de Cássia, cuja imagem foi trazida pelos bandeirantes, tornando-se a santa padroeira local.

## Economia
Santa Rita de Ouro Preto é conhecida por seus produtos de pedra-sabão.
Sabe-se que a região já era um local de exploração da pedra desde do século XVIII. Essa tradição, todavia se perdeu no decorrer do século XIX. A partir da década de 1970 a extração tomou novo fôlego, impulsionando a produção de artesanato, enviado para as lojas de souvenir ouro-pretanas e para a feira de pedra sabão do Largo de Coimbra, e o turismo do distrito.

## Clima
O clima predominante é o tropical de altitude. Os verões são caracterizados por calor e chuvas, enquanto no inverno as temperaturas podem diminuir significativamente. As noites geralmente apresentam condições agradáveis ao longo do ano. As estações mais amenas e estáveis em termos de temperatura são o outono e a primavera.

## Cultura
Dentre as principais fontes de cultura da cidade, destaca-se a festa da padroeira Santa Rita de Cássia, celebrada no dia 22 de maio, com novena, alvorada, missa solene, levantamento de mastro, procissão, barracas com comidas e bebidas, além de shows. Há também o desfile de carros alegóricos, que encenam fatos importantes da vida da santa.